# Шевченко (Челябинская область)
Шевченко — упразднённый в 1979 году посёлок в Троицком районе Челябинской области России. Входил в состав Нижнесанарского сельсовета.

## География
Располагался в 4,5 км к северо-западу от села Нижняя Санарка, на правом берегу реки Санарка.

## История
Образован посёлок сельского типа Шевченко в 1961 году путем слияния населённых пунктов Ивановский, Ершовский и Покровский, согласно Решению исполкома Челябинского облсовета депутатов трудящихся от 10.10.1961 N 532 «О переименовании некоторых населённых пунктов в Троицком районе Челябинской области» от 10 октября 1961 г. N 532.
Исключён в связи с выездом населения из учёта административно-территориального деления области в 1979 году Решением Челябинского облсовета народных депутатов от 18.09.1979 N 378-2.

## Население
| 1970 | 1977 |
| ---- | ---- |
| 118  | ↘20  |